# Brama australis
La reineta o pez hacha (Brama australis) es una especie de peces Perciformes de la familia Bramidae. Es una especie pelágica subantártico endémica del Pacífico suroriental en aguas chilenas (Antofagasta a la Araucanía).
Posee alta demanda de consumo local por las características gastronómicas de su carne y su relativo bajo precio y es una de las alternativas al recurso merluza o pescada cuando este escasea.  Su explotación e introducción en el comercio chileno comenzó recién en la década de 1990.

## Morfología
Los machos pueden llegar alcanzar los 47 cm de longitud total.  La hembra alcanza una talla de 37 cm.
Es un pez de tamaño regular, de cuerpo alto y comprimido,  de 20 a 50 cm, que posee una mandíbula dentada,  cuya forma recuerda levemente a un hacha.   Los individuos juveniles se encuentran más próximos a la costa mientras que los adultos se capturan principalmente en alta mar pudiendo estos alcanzar hasta los 105 m de profundidad.

## Características gastronómicas

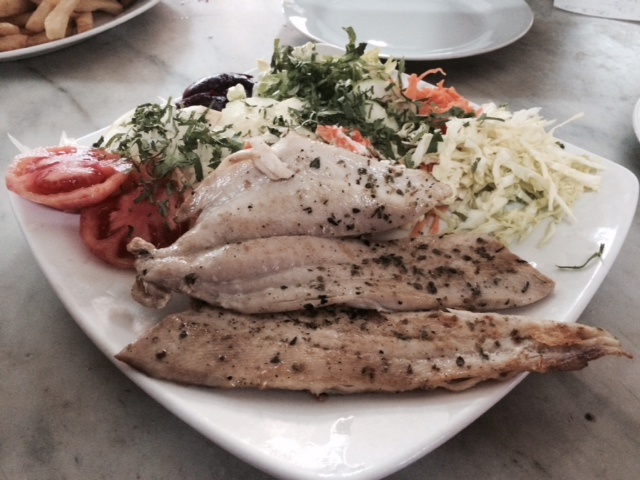
Reineta a la mantequilla con ensaladas surtidas, plato típico de Valparaíso

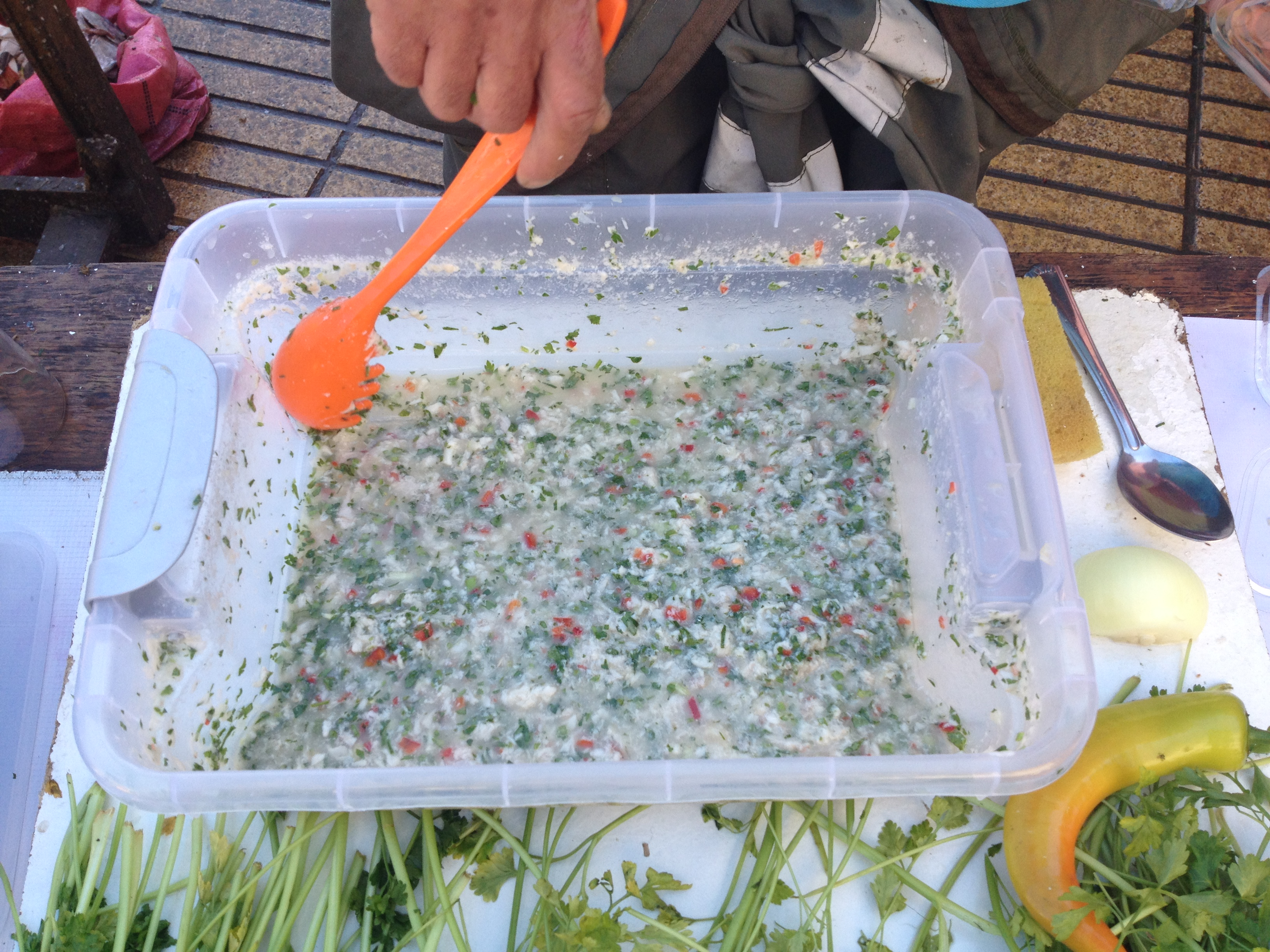
Venta de ceviche de reineta y albacora en el mercadito del pasaje de la Matriz en Valparaíso

Su carne es blanca y firme. Posee sólo una espina central que permite obtener dos lomos grandes , sin espinas. De preferencia, se prepara frita, al vapor, al horno o salteada. Su particular sabor y textura de la carne lo hace muy apetecido en el mercado local.

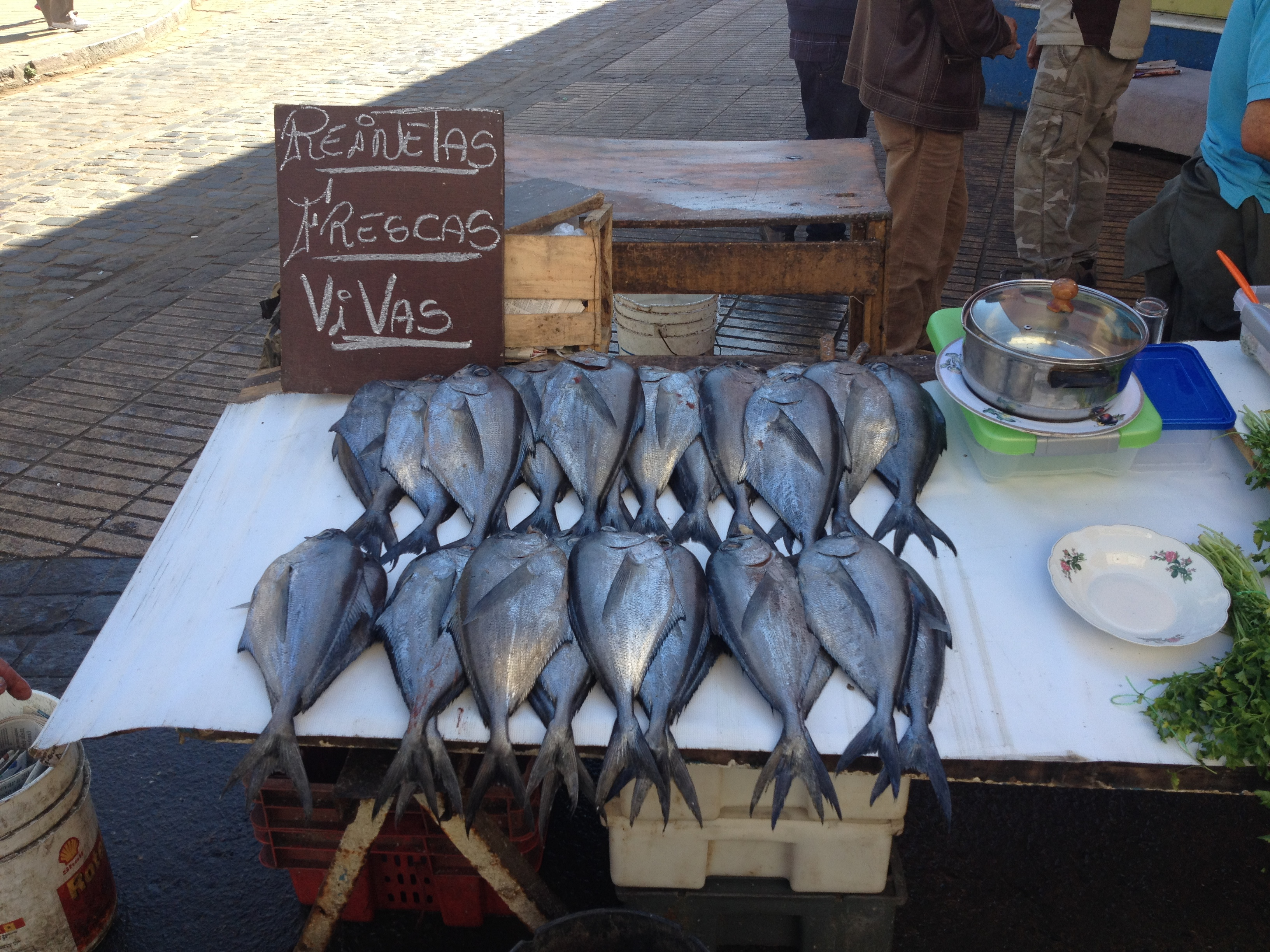
Venta de Reineta en mercado de Valparaíso

## Distribución geográfica
Se encuentra exclusivamente frente a la costa de Chile, especialmente desde Antofagasta (aprox. latitud 22° sur) hasta Los Ríos (lat 40° sur), concentrándose en las costas de Lebu, Bío-Bío (lat. 38° sur). También es posible encontrarla en los mares australes de Chile frente a Tierra del Fuego (lat. 55° sur).

## Explotación
Su pesca se realiza por medios artesanales principalmente y en el borde costero.  La pesca industrial de la reineta no se ha intensificado desde el año 2001, en que comenzó gracias a que el recurso presenta ciclos migratorios oceánicos irregulares  a través de todo el litoral chileno.

## Nombres comunes
Se le conoce en Chile como reineta (principalmente) o pez hacha.